# Dương Dung
Dương Dung (tiếng Trung: 杨蓉, sinh ngày 3 tháng 6 năm 1981) là nữ diễn viên Trung Quốc. Cô được biết đến với vai Nữ chính trong Tuyệt Tác Mỹ Nhân và Truy Tìm Ký Ức.

## Tiểu sử
Năm 1992, khi 11 tuổi, Dương Dung tới trường nghệ thuật tỉnh Vân Nam để học vũ đạo. Năm 1994, một mình đến Thượng Hải học trường nghệ thuật. Năm 1996, 15 tuổi, đóng phim điện ảnh đầu tiên "Nha Phiến Chiến tranh", diễn vai một tiểu a hoàn. Năm 1997, 16 tuổi, trúng tuyển vào Học viện sân khấu Thượng Hải khoa diễn xuất.

## Sự nghiệp
Từ năm 1998 đến năm 2006, cô đã xuất hiện trong nhiều bộ phim truyền hình như Tây Nhai Nữ, Thế kỉ nhân sinh, Thiếu niên bao thanh thiên. Năm 2007, cô được chọn tham gia các phim Tối thân đích địch nhân và Bảo vệ diên an 2008. Năm 2012, cô trở thành người hỗ trợ trong việc sản xuất ở ETV Truyền thông Văn hóa của Palace 2 và tiếp tục tham gia đóng trong nhiều bộ phim khác như Võ lâm truyền kỳ, Tong Hua, Anh hùng xạ điêu,...
Năm 2016, cô đóng vai nữ chính phim Truy tìm ký ức, bộ phim làm tăng độ nổi tiếng của cô và đã giúp cô cùng bạn diễn Bạch Vũ giành giải thưởng "Cặp đôi đẹp nhất".

## Danh sách phim

### Phim điện ảnh
| Năm  | Tựa đề                                  | Vai                         | Ghi chú   |
| ---- | --------------------------------------- | --------------------------- | --------- |
| 2001 | Đao phong                               | Trương Vân Yến              | Vai chính |
| 2003 | Ngọ dạ kinh hồn                         | A Liêm                      |           |
| 2007 | Mã dũng thượng đích điềm thục sinh hoạt | Mục Tiểu Đán/ Lý Tình Sương | Vai chính |
| 2011 | Nữ vương                                | Phương Tuyết Tinh           |           |
| 2016 | Giao dịch phi thường                    |                             | Vai chính |

### Phim truyền hình
| Năm  | Tựa đề                                     | Vai                           | Ghi chú           |
| ---- | ------------------------------------------ | ----------------------------- | ----------------- |
| 1996 | Chiến tranh nha phiến                      | Tiểu a hoàn                   |                   |
| 1997 | Ngàn Dặm Trời Xanh                         | Hà Đông Mỹ                    | Vai chính         |
| 1998 | Lý Đại Bổn Sự                              | Tú Nhi                        |                   |
| 1999 | Thế Kỉ Nhân Sinh                           | Hạ Quốc Chương                |                   |
| 1999 | Vô Hối Đích Thừa Nặc                       | Từ Dương                      |                   |
| 2000 | Khả Liên Thiên Hạ Nam Nhân Tâm             | Tiêu Mai                      |                   |
| 2000 | Hồ Sơ Tím                                  | Tiểu Đào                      |                   |
| 2001 | Tế Công Truyền Kỳ                          | Lãnh Tiểu Phượng              |                   |
| 2001 | Võ Trang Đặc Công                          | Quyên Tử                      |                   |
| 2002 | Thiếu Niên Thiên Tử (Thuận Trị Bí Sử)      | Đồng Tịch Nguyệt (Đồng Phi)   |                   |
| 2003 | Vĩnh Lạc Anh Hùng Nhi Nữ                   | Linh Nhi                      |                   |
| 2003 | Thiên Nhai Truy Tập Lệnh                   | Hoắc Thanh Mai                |                   |
| 2004 | Loạn Thế Con Dân                           | Vương Lệ Lệ                   |                   |
|      | Đại Thanh Ngự Sử                           | Lý Quyên                      |                   |
| 2005 | Thiếu Niên Bao Thanh Thiên III             | Tiểu Phong Tranh              |                   |
| 2007 | Tối Thân Đích Địch Nhân                    | Trương Tiểu Tinh              |                   |
| 2008 | Tình Chứng Kim Sinh                        | Lý Vũ Vy                      |                   |
| 2008 | Bảo Vệ Diên An                             | Miêu Chân                     |                   |
| 2008 | Núi Nơi Này Biển Nơi Kia                   | Trịnh Mỹ Anh                  | Vai chính         |
| 2009 | Tiếng Súng Sau Lưng                        | Thái Ngọc                     |                   |
| 2009 | Lỗ Băng Hoa                                | Lâm Tuyết Phân                |                   |
| 2010 | Mẹ Chồng Vui Vẻ Nàng Dâu Xinh Đẹp          | Chu Bát Tỷ                    |                   |
| 2010 | Khoá Đặc Sứ Quân Mĩ                        | Cố Hiểu Vũ                    |                   |
| 2010 | Không Chịu Nổi Con Dâu                     | Nhâm Doanh Doanh              |                   |
| 2011 | Nữ Nhân Của Vua                            | Ngọc Như Ý                    |                   |
| 2011 | Cung tỏa châu liêm (Cung II)               | Từ Giai Tập Hương             |                   |
| 2012 | Phiêu Dao Nhân Sinh                        | Tiểu Ngọc                     |                   |
| 2012 | Tiếu ngạo giang hồ (phim 2013)             | Nhạc Linh San                 |                   |
| 2012 | ✔Toả mộng lâu ( X hôn nhân bị khước từ)    | Chu Thanh                     |                   |
| 2013 | Lục Trinh Truyền Kỳ                        | Tiêu Hoán Vân                 |                   |
| 2013 | Our Love                                   | Từ Dĩnh                       |                   |
| 2013 | Cung tỏa Liên Thành (Cung III)             | Dục Tú                        |                   |
| 2013 | Vân trung ca                               | Hoắc Thành Quân               |                   |
| 2013 | Ngã Vi Cung Cuồng                          | Mẫn Phi                       |                   |
| 2013 | Thần điêu đại hiệp (phim truyền hình 2014) | Mai Siêu Phong                |                   |
| 2013 | Tình Định Tam Sinh                         | Cố Tri Hạ/ Thẩm Lăng Tuyết    | Vai chính         |
| 2013 | Thiên kim nữ tặc                           | Đỗ Tiểu Hàn                   |                   |
| 2014 | Chế Tạo Mỹ Nhân                            | Tô Liên Y                     | Vai chính         |
| 2014 | Muốn Nói Với Em Tình Yêu Của Anh           | Thượng Cửu Hồng               | Vai chính         |
| 2015 | Tân Mãnh Long Quá Giang                    | Lư Nhạn Danh                  | Vai chính         |
| 2015 | Xin Chào Ngày Mai                          | Trần Mặc Mặc                  | Vai chính         |
| 2016 | Truy Tìm Kí Ức                             | Tô Miên/ Bạch Cẩm Hi          | Vai chính         |
| 2016 | Phi Đao Hựu Kiến Phi Đao                   | Nguyệt Thần/ Tiết Thái Nguyệt | Vai chính         |
| 2016 | Thần Chung Quỳ Tróc Yêu Kí                 | Lăng Hề                       | Vai chính         |
| 2017 | Cảnh Khuyển Đến Rồi                        | Hà Mộc Miên                   |                   |
| 2018 | Sa hải                                     | Lương Loan                    |                   |
| 2021 | Ngọc Lâu Xuân                              | Tôn Hữu Trinh                 | Khách mời         |
| 2021 | Đương Gia Chủ Mẫu                          | Tằng Bảo Cầm                  | Đóng máy năm 2020 |
| 2022 | Con gái của núi lớn                        | Hoàng Văn Tú                  | Vai chính         |

|2023
| "Hộ Tâm "
| Tố Ảnh 
|Vai phụ

## Kịch nói
2007: Hồng Lâu Mộng vai Tình Văn
2020: Tôi yêu hoa đào

## Show
- 2014: Show "Chúng ta đều thích cười" cùng Kim Thế Giai, Trương Triết Hạn (Chế Tạo Mĩ Nhân)
- 2015: Show "Sạc diện du lịch" cùng Trần Hiểu
- 2015: Show "Con đường hoàng kim" cùng Mã Khả, Lưu Khải Uy
- 2017: Show "Minh tinh đại trinh thám" - Mùa 2 (Các tập: 1, 7, 8, 9, 10)
- 2018: Show "Tôi là diễn viên" cùng Vương Viện Khả và Lan Hi
- 2018: Show "Minh tinh đại trinh thám" - Mùa 3 (Các tập: 6, 10, 11)
- 2018: Show "Khoái lạc đại bản doanh" Số ngày 24/11
- 2019: Show "Hoàng tử son môi" (Tập 1)
- 2020: Show "Minh tinh đại trinh thám" - Mùa 5 (Các tập 3, 4, 6, 7)
- 2020: Show "Khoái lạc đại bản doanh" Số ngày 13/6
- 2021: Show "Minh tinh đại trinh thám" - Mùa 6
- 2022: Show "Minh tinh đại trinh thám" - Mùa 7
- 2022: Show "Nhiệm vụ ngọt ngào" (Tập 8)
- 2023: Show "Minh tinh đại trinh thám" - Mùa 8

## Giải thưởng
- 03/12/2016: "Cặp đôi được yêu thích nhất" - Đêm Hội IQIYI cùng Bạch Vũ với vai diễn Tô Miên (Truy Tìm Ký Ức)
- 11/07/2017: "Nữ diễn viên webdrama được yêu thích nhất" - Tân Truyền thông Điện ảnh Á Châu 2017 với vai diễn Tô Miên (Truy Tìm Ký Ức)
- 16/01/2018: "Nữ diễn viên quyến rũ của năm" - CHIC STYLE AWARDS 2018
- 19/01/2018: "Nữ diễn viên nổi tiếng nhất trào lưu thường niên 2017" - FEIA 2018